# Prejz

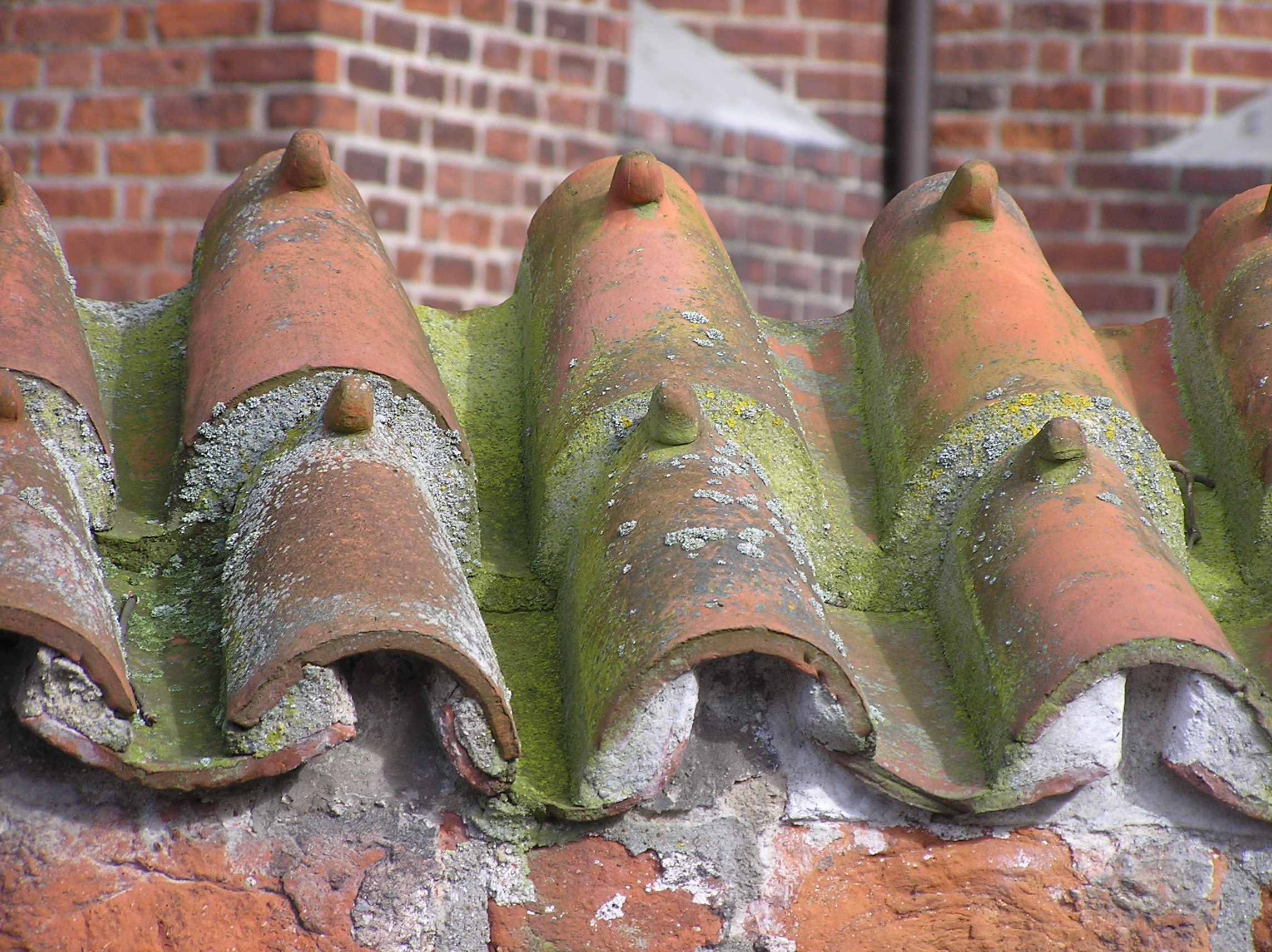
Prejzy

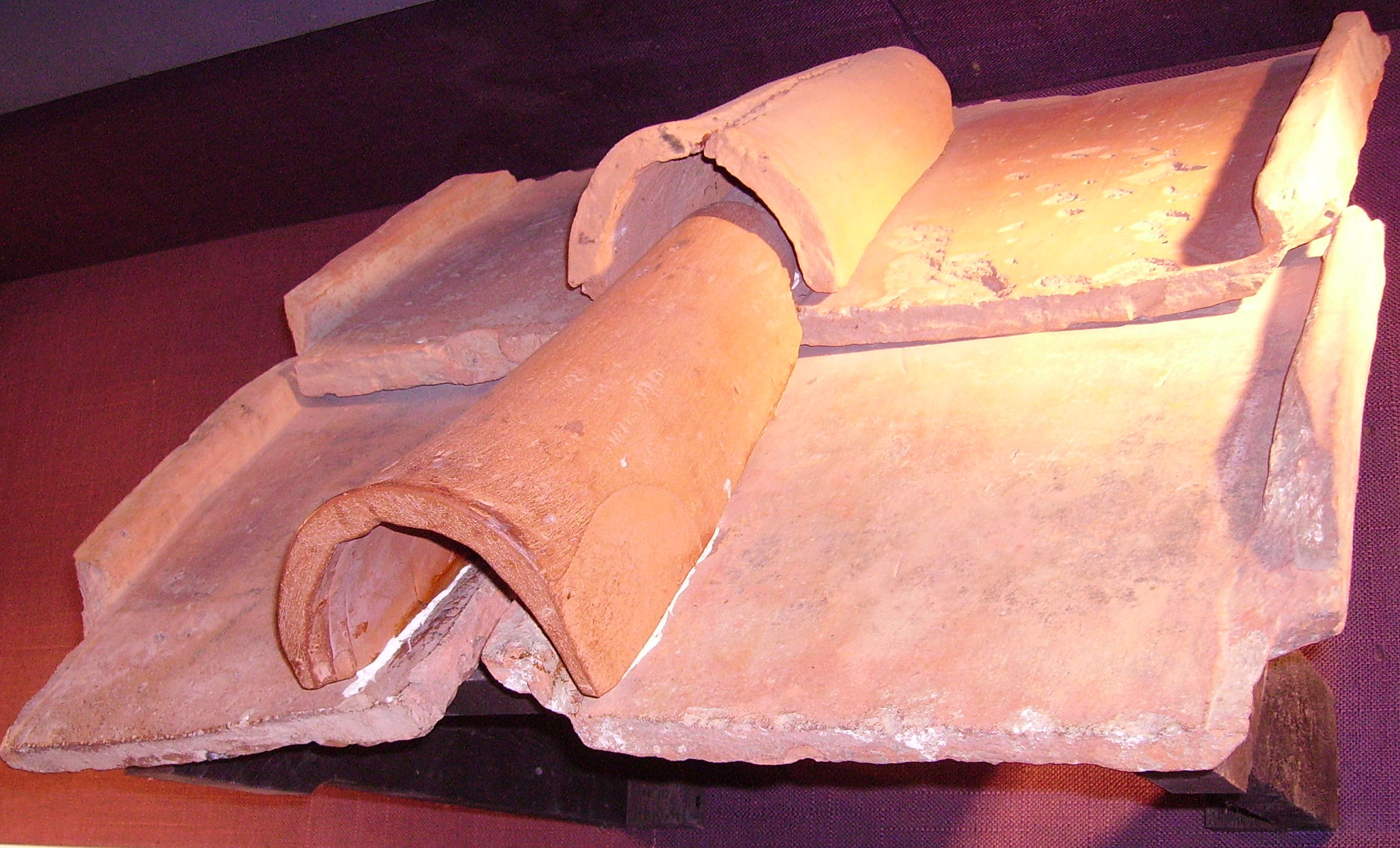
Římská tegula a imbrex

Prejz je označení pro pálenou střešní krytinu skládající se ze dvou dílů – ploššího spodního háku (korýtka) a více vyklenuté vrchní prejzy (kůrky) - obojí válcovitého resp. mírně kuželovitého tvaru. Korýtka se zachycují zubem na střešní lištu, kůrky se přes ně kladou na maltu.

## Historie
Prejzová krytina navazuje na starověké římské tegulae, které však místo korýtek měly podstatně širší ploché díly se zvednutými okraji, přes něž se kladly vrchní prejzy (imbrex). Ve střední Evropě se prejzy užívaly už od středověku jako zcela dominantní typ nespalitelné střešní krytiny. V průběhu 18. století byla postupně nahrazena plochými taškami, tzv. bobrovkami. Dodnes se s ní potkáváme v historických centrech měst, na sakrálních a památkových stavbách.

## Galerie

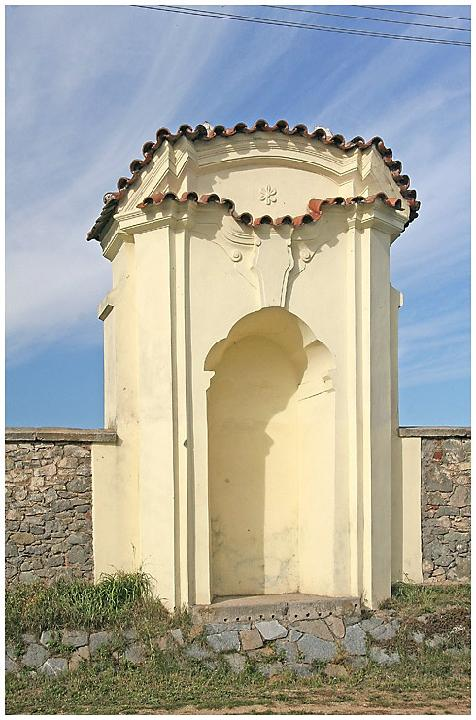
Prejzová krytina na výklenkové kapli v obci Osice
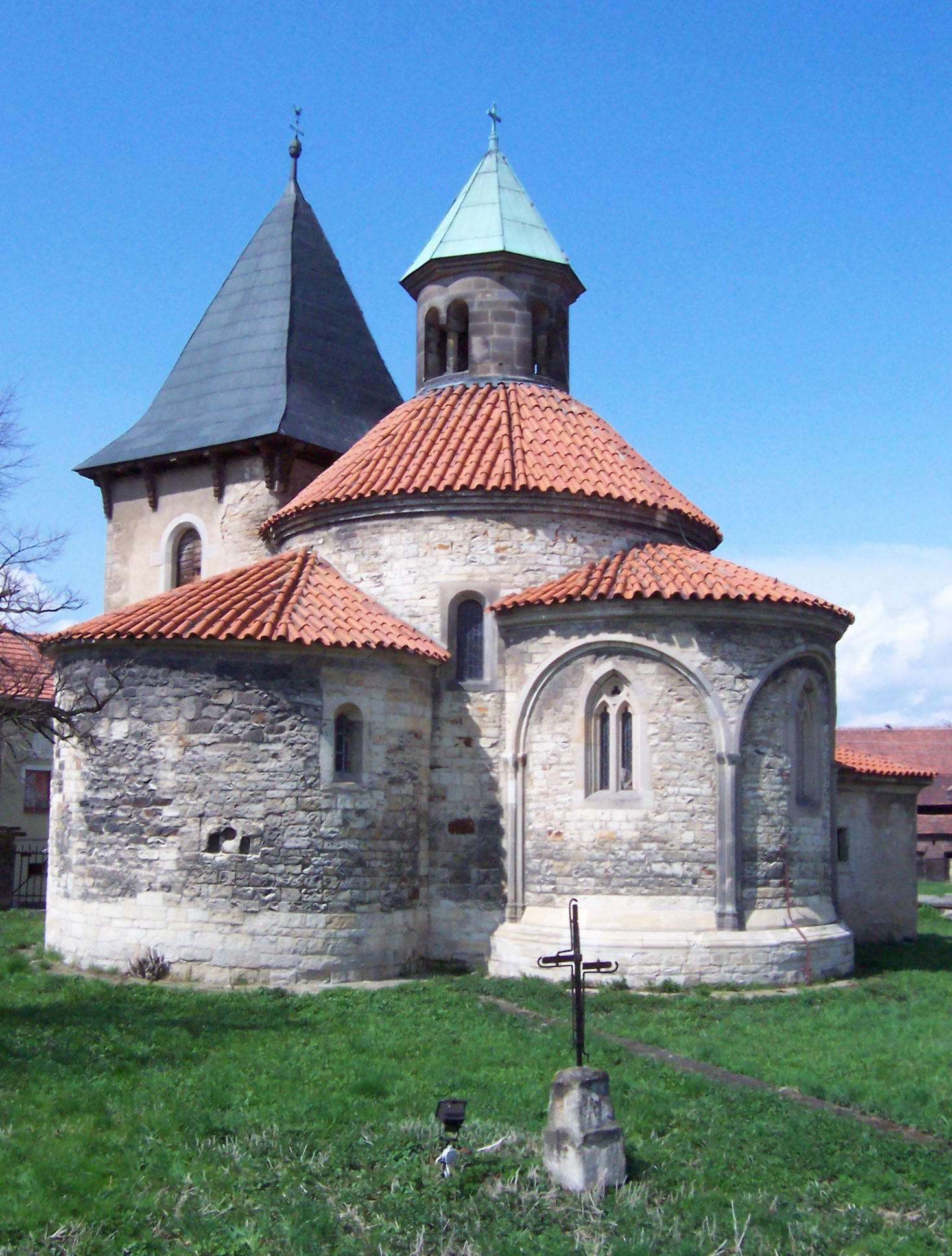
Prejzová střešní krytina na románské rotundě v Holubicích u Prahy